# 陆元盛
陆元盛（1954年—），浙江宁波人，汉族，中国男子乒乓球运动员，曾任中国国家乒乓球队女队主教练、第十一届全国人民代表大会浙江地区代表。
毕业于河北师范大学乒乓球专业，是中共党员。担任中国乒乓球协会副主席、国家体育总局乒乓球羽毛球运动管理中心主任助理。2008年起担任全国人大代表。